# No. 3
Pour plus de détails, voir Fiche technique et Distribution.
No. 3 (hangeul : 넘버 3 ; RR : Neombeo 3, littéralement « Numéro 3 ») est une comédie sud-coréenne écrite et réalisée par Song Neung-han, sortie en 1997.

## Synopsis
Un jeune gangster veut aller plus loin de ses rêves : être le chef gangster numéro un à Séoul.

## Fiche technique
- Titre original : 넘버 3 (Neombeo 3)
- Titre international : No. 3
- Réalisation : Song Neung-han
- Scénario : Song Neung-han
- Décors : Oh Sang-man
- Costumes : Kim Hyeon-ji
- Photographie : Park Seung-bae
- Son : Lee Seong-geun et So Won-jong
- Montage : Park Gok-ji
- Musique : Jo Dong-ik
- Production : Seo Woo-sik
- Société de production : Free Cinema
- Société de distribution : Cinema Service
- Pays d'origine : Corée du Sud
- Langue originale : coréen
- Format : couleur - 1.85 : 1 - 35 mm
- Genre : comédie, action et film de gangsters
- Durée : 109 minutes
- Date de sortie :
  - Corée du Sud : 2 août 1997

## Distribution
- Han Suk-kyu : Tae-joo
- Choi Min-sik : le procureur Ma Dong-pal
- Lee Mi-yeon : Hyeon-ji
- Ahn Seok-hwan : Kang Do-sik
- Park Kwang-jeong : Raeng-bo
- Bang Eun-hee : Ji-na
- Song Kang-ho : Jo-pil
- Park Sang-myeon : Jae-cheol

## Accueil

### Sortie nationale
No. 3 sort le  2 août 1997 en Corée du Sud. Depuis, il reste inédit en France.

### Box-office
| Pays ou région | Box-office      | Date d'arrêt du box-office | Nombre de semaines |
| -------------- | --------------- | -------------------------- | ------------------ |
| Corée du Sud   | 297 617 entrées | —                          | —                  |

## Distinctions

### Récompenses
- Blue Dragon Film Awards 1997 :
  - Meilleur réalisateur débutant (Song Neung-han)
  - Meilleur scénario (Song  Neung-han)
  - Meilleur acteur dans un second rôle (Song Kang-ho)

- PaekSang Arts Awards 1998 : Meilleur scénario (Song  Neung-han)